# Gerrards Cross
Gerrards Cross est un village du Buckinghamshire, Angleterre. La ville est située dans la ceinture urbaine de Londres à la frontière du Hertfordshire. 

## Histoire
L'histoire du village est récente. En effet, Gerrards Cross n'existait pas avant 1859. C'est la réunion de cinq territoires de la paroisse de Chalfont St Peter, Fulmer, Iver, Langley Marish et Upton. Le village tire son nom de la famille Gerrard qui y possédait un manoir au début du XVIIe siècle.

## Personnalités liées à la ville
- Paul Beeson (1921-2001), directeur de la photographie, y est mort ;
- Adrian Brunel (1892-1958), réalisateur, scénariste, acteur, monteur et producteur, y est mort ;
- Bruce Frederic Cummings (1889-1919), entomologiste et diariste, y est mort ;
- Finlay Currie (1878-1968), acteur, y est mort ;
- C.V. France (1868-1949), acteur, y est mort ;
- Daniel Jones (1881-1967),  phonéticien, y est mort ;
- Constance Maynard (1849-1935), pionnière de l'éducation des femmes, et la première étudiante en philosophie de l'université de Cambridge, y est morte ;
- Kenneth More (1914-1982), acteur, y est né ;
- Alfred Roome (1908-1997), monteur britannique, y est mort ;
- Edmund Rubbra (1901-1986), compositeur anglais, y est mort ;
- Harold Warrender (1903-1953), acteur, y est mort.
- Margaret Rutherford (1892-1972), actrice, y est enterrée avec son mari.